# تميم عبده
تميم عبده (1 أبريل 1958 -)، ممثل تونسي.

## عن حياته
بدأت علاقته مع التمثيل على خشبة مسرح مدينة سليانة التونسية مسقط رأسه، ورغم التحاقه بكلية الحقوق بتونس، إلا أن حبه للسفر دفعه للعمل بالعراق كمترجم لفترة من الوقت، ولم ينسه السفر حبه للتمثيل فسافر إلى مصر ليلتحق بمعهد الفنون المسرحية ليتخرج فيه كممثل ومخرج مسرحي، ثم التحق بالعمل كموظف في شركة أفلام يوسف شاهين لمدة تقارب ال22 عاما وتدرج فيها إلى أن وصل لدرجة مدير إنتاج، واختص بالأفلام الأجنبية التي تصور في مصر من خلال الشركة. عمل كمدير لاستوديو جلال لمدة 3 سنوات، ثم عمل في مجال الدعاية والإعلان، واستفاد كثيرا من العمل في ذلك المجال حيث أتيحت له الفرصة من خلال صداقته للمخرج يسري نصر الله، الذي أسند إليه أدوارا في عدة أعمال أشهرها (جنينة الأسماك)، و(إحكي يا شهرزاد)، و(بعد الموقعة). يرى أن التعارف الحقيقي بينه وبين الجمهور كان من خلال مسلسل (أهل كايرو)، مع المخرج محمد علي والفنان خالد الصاوي الذي شاركه أيضا في مسلسل (خاتم سليمان).

## أعماله

### من الأفلام
.عنتر ابن ابن ابن شداد
- اليوم السادس (1986).
- سرقات صيفية (1988).
- كابوس (1989).
- مرسيدس (1993).
- ليه يا بنفسج (1993).
- رومانتيكا (1996).
- الريس عمر حرب (2007).
- جنينة الأسماك (2008).
- العالمي (2009).
- إحكي يا شهرزاد (2009).
- برتيتا (2011).
- بعد الموقعة (2012).
- المصلحة (2012).
- الحفلة (2013).
- آخر ورقة (2015).
- الأبلة طم طم (2018).

### من المسلسلات
- أهل كايرو (2010).
- المواطن اكس (2011).
- خاتم سليمان (2011).
- شارع عبد العزيز (2011).
- الجامعة (2011).
- طرف ثالث (2012).
- فرقة ناجي عطا الله (2012).
- الهروب (2012).
- حكايات بنات (2012).
- 9 جامعة الدول (2012).
- نيران صديقة (2013).
- فرعون (2013).
- على كف عفريت (2013).
- اسم مؤقت (2013).
- حكاية حياة (2013).
- فرق توقيت (2014).
- العملية ميسي (2014).
- مأمون وشركاه (2016).[6]
- هي ودافنشي (مسلسل) (2016).[7]
- ابو عمر المصري (2018).[8]
- ممنوع الاقتراب أو التصوير (2018)
- ختم النمر (2020)
- نجيب زاهي زركش (2021)
- كامل العدد (2023)
- كامل العدد بلس 1 (2024)

## روابط خارجية
- تميم عبده على موقع IMDb (الإنجليزية)
- تميم عبده على موقع الدهليز
- تميم عبده على موقع قاعدة بيانات الأفلام العربية
- تميم عبده على موقع أول موفي (الإنجليزية)
- تميم عبده على موقع قاعدة بيانات الفيلم (الإنجليزية)
- تميم عبده على موقع كينوبويسك (الروسية)